# Nông thôn bao vây thành thị
Nông thôn bao vây thành thị (tiếng Trung: 农村包围城市) là đề xuất do Mao Trạch Đông đưa ra, ông cho rằng Đảng Cộng sản Trung Quốc nên thiết lập các căn cứ ở khu vực nông thôn rồi đợi cho đến lúc lực lượng phát triển mạnh mẽ trước khi chinh phục thành thị. Đề xuất này của Mao Trạch Đông tỏ ra khác biệt với sự phát triển phong trào công nhân lấy thành thị làm trung tâm của Đảng Cộng sản Trung Quốc thời kỳ đầu.